# سرعوبية جميلة
سُرعوبية جميلة، القنب اللاسع ذو الأزهار الكبيرة أو قنب إدمونتون اللاسع، نوع من النباتات العشبية الحولية من فصيلة الشفوية. موطنها شمال ووسط أوروبا وسيبيريا، وأُدخلت إلى كندا. وهو نبات سام ويسبب الشلل.